# Musicæ sacræ disciplina

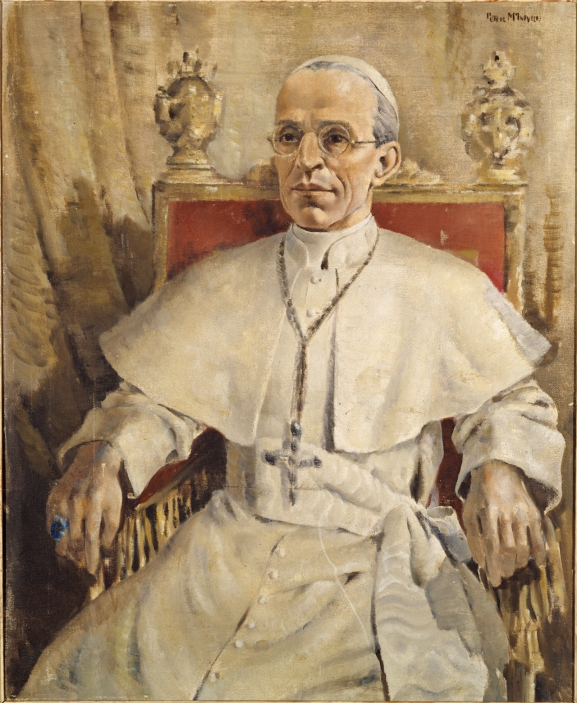
Papa Pio XII, autor da Encíclica Musicæ sacræ disciplina.

Musicæ sacræ disciplina foi a 31ª das 40 Encíclicas publicada pelo Papa Pio XII, no 17º ano de seu pontificado e datada de 25 de dezembro de 1955 (oito anos após sua Encíclica Mediator Dei, de 20 de novembro de 1947), destinada a regular a prática de música sacra nas igrejas e um dos mais importantes documentos da Igreja Católica sobre música sacra. A Encíclica Musicæ sacræ disciplina reafirma determinações já emitidas no Motu Proprio Inter pastoralis officii sollicitudines (Tra le sollecitudini) de Pio X (1903), na Constituição Apostólica Divini Cultus sanctitatem de Pio XI e nas Encíclica Mystici Corporis Christi (1943) e Mediator Dei (1947), do próprio Pio XII, porém ampliando a definição do significado da música sacra para a liturgia e da música religiosa popular para a vida cristã. Retomando de forma enfática os ideais de pureza da música sacra, de proibição e erradicação do hibridismo com os diversos tipos de música profana, já expostos no Decreto do que se deve observar e evitar na celebração da Missa do Concílio de Trento (1562) e na Encíclica Annus qui hunc, do papa Bento XIV (1749), foi o mais extenso e impactante documento sobre música sacra na égide do Motu Proprio Inter pastoralis officii sollicitudines (1903), complementado pela Instrução De Musica Sacra, do papa Leão XXIII (1958). A Encíclica Musicæ sacræ disciplina também ampliou a admissão do canto religioso popular, que já vinha progressivamente sendo permitido nos anteriores documentos da Igreja Católica sobre música sacra, desde que conformes às mesmas normas da música litúrgica (§ 16, 23, 30-32), além de permitir, oficialmente e pela primeira vez, a participação de mulheres na música sacra (§ 16 e 36), ainda que de modo restrito.

## Documentos da Igreja Católica sobre música sacra
A Igreja Católica, desde a Idade Média, emitiu determinações sobre a música sacra, na forma de bulas, encíclicas (epístolas encíclicas ou cartas encíclicas), constituições, decretos, instruções, motu proprio, ordenações, éditos e outras. A maior parte dessas decisões foi local ou pontual, e apenas algumas tiveram caráter geral, dentre as quais, segundo Paulo Castagna, estão os doze conjuntos de determinações mais impactantes na prática musical, do século XIV ao século XX, excetuando-se destas as inúmeras instruções cerimoniais (ou rubricas) dos livros litúrgicos:
1. A Bula Docta Sanctorum Patrum de João XXII (1325)[6]
2. O Decreto do que se deve observar e evitar na celebração da Missa de 17 de setembro de 1562, da Seção XXII do Concílio de Trento[7][8]
3. . O Cæremoniale Episcoporum (Cerimonial dos Bispos), publicado por Clemente VIII em 1600, reformado por Bento XIV em 1752 e por Leão XIII 1886.
4. Os Decretos da Sagrada Congregação dos Ritos (1602-1909)
5. A Constituição Piæ sollicitudinis studio, de Alexandre VII (23 de abril de 1657)[9]
6. A Carta Encíclica Annus qui hunc, do papa Bento XIV (19 de fevereiro de 1749)[5]
7. A Ordinatio quoad sacram musicen, da Sagrada Congregação dos Ritos (25 de setembro de 1884)[10]
8. O Decreto Quod sanctus Augustinus de Leão XIII (7 de julho de 1894), ratificado pela Sagrada Congregação dos Ritos como decreto n.3830[11]
9. O Motu Proprio Inter pastoralis officii sollicitudines (Tra le sollecitudini) de Pio X (22 de novembro de 1903)[12][13][14]
10. A Carta Encíclica Musicæ sacræ disciplina sobre a música sacra, do papa Pio XII (25 de dezembro de 1955)[1][2]
11. A Instrução De musica sacra et sacra liturgia sobre música sacra e liturgia, da Sagrada Congregação dos Ritos, no pontificado do papa João XXIII (3 de setembro de 1958)[15]
12. O Decreto Sacrosanctum Concilium sobre música sacra do Concílio Vaticano II (4 de dezembro de 1963)[16]

## Estudos sobre a EncíclicaMusicæ sacræ disciplina
Esse documento foi estudado, do ponto de vista musicológico, por poucos autores, com destaque para Robert F. Hayburn (1979) e Fernando Lacerda Simões Duarte (2011 e 2016).

## Sumário da EncíclicaMusicæ sacræ disciplina[2]
- Introdução (§ 1).

I. História (§ 2)
1. No Antigo Testamento e na Igreja primitiva (§ 3)
2. O canto gregoriano (§ 4)
3. O canto polifônico (§ 5)
4. A vigilância da Igreja (§ 6-7)

II. A arte e seus princípios na liturgia (§ 8)
1. A liberdade do artista deve estar sujeita à lei divina (§ 9-10)
2. A arte religiosa exige artistas inspirados pela fé e pelo amor (§ 11-12)
3. A finalidade da música sacra (§ 13-14)
4. Seu papel litúrgico (§ 15)
5. Seu papel extralitúrgico (§ 16)
6. A música sacra é um meio eficaz de apostolado (§ 17)

III. Qualidade da música sacra e regras que presidem sua execução na liturgia (§ 18)
1. Santidade, caráter artístico e universalidade da música litúrgica (§ 19-21)
2. Somente a Santa Sé pode dispensar o uso do latim e do canto gregoriano nas missas solenes (§ 22-23)
3. Para que os féis compreendam melhor os textos latinos, sejam eles explicados (§ 24)
4. A Santa Sé vigia para conservar e promover os cantos litúrgicos de outros ritos não-romanos (§ 25)
5. A música polifônica (§ 26-27)
6. O órgão (§ 28)
7. Outros instrumentos de música que podem ser utilizados (§ 29)
8. Os cânticos populares e seu uso (§ 30-32)
9. Condições especiais em países de missão (§ 33-34)

IV. Recomendações aos Ordinários (§ 35)
1. Os coros dos fiéis (§ 36)
2. Nos seminários e colégios religiosos (§ 37-38)
3. Um perito em música sacra no seio do conselho diocesano de arte sacra (§ 39)
4. Os pios sodalícios consagrados à música sacra (§ 40)

- Conclusão (§ 41-42)

## Conteúdo da EncíclicaMusicæ sacræ disciplina[2]
Parágrafo 1. Declara os propósitos da Encíclica Musicæ sacræ disciplina e a relação de suas normas com o Motu Proprio Inter pastoralis officii sollicitudines (Tra le sollecitudini) de Pio X (1903), aceito como "código jurídico da música sacra".
Parágrafo 2. Declara que a música "contribui para o gozo espiritual e para o deleite da alma"
Parágrafo 3. Informa que a música sacra foi usada "para ornamento e decoro das cerimônias religiosas sempre e em toda parte", citando passagens da Bíblica, de Plínio e de Tertuliano sobre a antiguidade do canto sacro. 
Parágrafo 4. Informando ser "de uso quase diário os salmos e os hinos do culto litúrgico", declara a importância do Papa São Gregório Magno na regulação da música, pois "deu-lhe sábia ordenação, provendo, com oportunas leis e normas, a assegurar a pureza e a integridade do canto sacro", comentando a introdução do "hino religioso, às vezes em língua vulgar" e do acompanhamento do órgão. 
Parágrafo 5 (integral). "A partir do seculo IX, pouco a pouco a esse canto coral se juntou o canto polifônico, cuja teoria e prática se precisaram cada vez mais nos séculos subseqüentes, e que, sobretudo no século XV e no XVI, por obra de sumos artistas alcançou admirável perfeição. A Igreja também teve sempre em grande honra este canto polifônico, e de bom grado admitiu-o para maior decoro dos ritos sagrados nas próprias basílicas romanas e nas cerimônias pontifícias. Com isso se lhe aumentaram a eficácia e o esplendor, porque à voz dos cantores se aditou, além do órgão, o som de outros instrumentos musicais." 
Parágrafo 6. Declara que "O progresso dessa arte musical, ao passo que mostra claramente o quanto a Igreja se tem preocupado com tornar cada vez mais esplêndido e agradável ao povo cristão o culto divino, por outra parte explica como a mesma Igreja tenha tido, as vezes, de impedir que se ultrapassem nesse terreno os justos limites, e que, juntamente com o verdadeiro progresso, se infiltrasse na música sacra, deturpando-a, certo quê de profano e de alheio ao culto sagrado." 
Parágrafo 7. Resume as principais determinações da Igreja na regulação da música sacra, informando que "A esse dever de solícita vigilância sempre foram fiéis os sumos pontífices", citando o Decreto do que se deve observar e evitar na celebração da Missa do Concílio de Trento (1562) e a Annus qui hunc de Bento XIV (1749) que, "com abundante doutrina e cópia de argumentos, exortou de modo particular os bispos a proibirem, por todos os meios, os reprováveis abusos que indebitamente se haviam introduzido na música", além das determinações sobre o assunto por Leão XII, Pio VIII, Gregório XVI, Pio IX e Leão XIII, mas com destaque para "são Pio X, quem realizou uma restauração e reforma orgânica da música sacra, tornando a inculcar os princípios e as normas transmitidos pela antiguidade, e oportunamente reordenando-os segundo as exigências dos tempos modernos". Refere-se, ainda, às Encíclicas Divini cultus sanctitatem (1928) e Mediator Dei (1947), com as quais "ampliamos e corroboramos as prescrições dos pontífices precedentes".  
Parágrafo 8. Referindo-se ao interesse da Igreja pela música sacra, declara que "é intenção da Igreja que esta seja defendida de tudo que possa diminuir-lhe a dignidade".  
Parágrafo 9. Declara "que nestes últimos anos alguns artistas, com grave ofensa da piedade cristã, ousaram introduzir nas Igrejas obras destituídas de qualquer inspiração religiosa", rejeitando seus argumentos.  
Parágrafo 10. Declara que "o homem e todas as suas ações devem manifestar, em louvor e glória do Criador, a infinita perfeição de Deus, e imitá-la tanto quanto possível", declara que a liberdade do artista, "pelo fato de estar sujeita à lei divina, em nada é coarctada ou sufocada, mas, antes, enobrecida e aperfeiçoada".  
Parágrafo 11. Declara que "o artista sem fé, ou arredio de Deus com a sua alma e com a sua conduta, de maneira alguma deve ocupar-se de arte religiosa; realmente, não possui ele aquele olho interior que lhe permite perceber o que é requerido pela majestade de Deus e pelo seu culto".  
Parágrafo 12. Declara que "Ao invés, o artista que tem fé profunda e leva conduta digna de um cristão, agindo sob o impulso do amor de Deus e pondo os seus dotes a serviço da religião por meio das cores, das linhas e da harmonia dos sons, fará todo o esforço para exprimir a sua fé e a sua piedade com tanta perícia, beleza e suavidade, que esse sagrado exercício da arte constituirá para ele um ato de culto e de religião, e estimulará grandemente o povo a professar a fé e a cultivar a piedade".  
Parágrafo 13. Declara que "deve a Igreja, com toda diligência; providenciar para remover da música sacra, justamente por ser esta a serva da sagrada liturgia, tudo o que destoa do culto divino ou impede os féis de elevarem sua mente a Deus".  
Parágrafo 14. Declara ser a finalidade da música sacra "trazer decoro e ornamento às vozes quer do sacerdote ofertante, quer do povo cristão que louva o sumo Deus; em elevar os corações dos fiéis a Deus por uma intrínseca virtude sua, em tornar mais vivas e fervorosas as orações litúrgicas da comunidade cristã, para que Deus uno e trino possa ser por todos louvado e invocado com mais intensidade e eficácia".  
Parágrafo 15. Declara que a música sacra não pode "realizar nada de mais alto e de mais sublime do que o oficio de acompanhar com a suavidade dos sons a voz do sacerdote que oferece a vítima divina, do que responder alegremente às suas perguntas juntamente com o povo que assiste ao sacrifício, e do que tornar mais esplêndido com a sua arte todo o desenvolvimento do rito sagrado"   
Parágrafo 16. Refere-se à música "música religiosa popular" não destinada à liturgia, declarando que "De fato, as melodias desses cantos, compostos as mais das vezes em língua vulgar, fixam-se na memória quase sem esforço e sem trabalho, e, ao mesmo tempo também, as palavras e os conceitos se imprimem na mente, são freqüentemente repetidos e mais profundamente compreendidos. Daí segue que até mesmo os meninos e as meninas, aprendendo na tenra idade esses cânticos sacros, são muito ajudados a conhecer, a apreciar e a recordar as verdades da nossa fé, e assim o apostolado catequético tira deles não leve vantagem". Reconhece a importância da "música religiosa popular" como "casto e puro deleite" e "eficaz ajuda para o apostolado católico", devendo, por isso, ser "cultivado e desenvolvido".   
Parágrafo 17. Declara que "todos quantos ou compõem música segundo o seu próprio talento artístico, ou a dirigem ou a executam vocalmente ou por meio de instrumentos musicais, todos esses, sem dúvida, exercitam um verdadeiro e real apostolado, mesmo de modo vário e diverso".   
Parágrafo 18. Declara necessário é cuidar diligentemente da estrutura da música sacra e do canto religioso, "para tirar deles utilmente os frutos salutares"   
Parágrafo 19. Reafirma a determinação de Pio X no Inter pastoralis officii sollicitudines (Tra le sollecitudini), de que essa música "deve possuir as qualidades próprias da liturgia, e em primeiro lugar a santidade e a beleza da forma; por onde de per si se chega a outra característica sua, a universalidade".   
Parágrafo 20. Declarando que a música sacra "Deve ser santa", reitera as determinações do Decreto do que se deve observar e evitar na celebração da Missa do Concílio de Trento (1562) e da Encíclica Annus qui hunc de Bento XIV (1749), determinando que "não admita ela em si o que soa de profano, nem permita se insinue nas melodias com que é apresentada". Declara a importância de se preservar e cultivar do canto gregoriano, "Pela íntima aderência das melodias às palavras do texto sagrado" e porque "parece quase interpretar-lhe a força e a eficácia". Reafirma a determinação de Pio X de manter o canto gregoriano na celebração dos ritos litúrgicos, "e se providencie com todo cuidado para que ele seja executado com exatidão, dignidade e piedade".   
Parágrafo 21. Declara que a música sacra praticada com todas as normas acima apresentadas torna-se "verdadeira arte", e que o canto gregoriano, se praticado "incorrupto e íntegro", adquire o caráter de "universalidade", sendo reconhecido por católicos de todo o mundo, sendo "esse um dos motivos principais por que a Igreja mostra tão vivo desejo de que o canto gregoriano esteja intimamente ligado às palavras latinas da sagrada liturgia".    
Parágrafo 22. Solicita que "cuidem atentamente os ordinários e os outros sagrados pastores, que desde a infância os fiéis aprendam ao menos as melodias gregorianas mais fáceis e mais em uso".   
Parágrafo 23. Admite, após os textos litúrgicos latinos obrigatórios, alguns "cânticos populares em língua vulgar", com base no Código de Direito Canônico, "quando julgarem que pelas circunstâncias de lugar e de pessoas tal (costume) não possa ser prudentemente removido" (cânone 5).   
Parágrafo 24. Reitera o decreto De sacrificio Missae, da sessão XXII do concílio de Trento, para que se explique ao povo, "diretamente ou por intermédio de outros, alguma parte daquilo que se lê na missa" (cânone VIII).   
Parágrafo 25. Declara que o que foi acima exposto para o canto gregoriano vale também para o canto "Ambrosiano, o Galicano, o Moçarábico" e as diversas formas orientais.   
Parágrafo 26. Informa que "não é intenção nossa remover dos ritos da Igreja a polifonia sacra", declarando que "se, no curso dos séculos, a genuína arte da polifonia pouco a pouco decaiu, e não raramente lhe são entremeadas melodias profanas, nos últimos decênios, mercê da obra indefesa de insignes mestres, felizmente ela como que se renovou, mediante um mais acurado estudo das obras dos antigos mestres, propostas à imitação e emulação dos compositores hodiernos".   
Parágrafo 27. Informa que a Igreja favorece os esforços de execução de polifonia antiga e recente, mas determina que "se tenha todo cuidado a fim de que se não introduzam na Igreja cantos polifônicos que, pelo modo túrgido e empolado, ou venham a obscurecer, com a sua prolixidade, as palavras sagradas da liturgia, ou interrompam a ação do rito sagrado, ou, ainda, aviltem a habilidade dos cantores com desdouro do culto divino".   
Parágrafo 28. Declara que "Devem essas normas aplicar-se, outrossim, ao uso do órgão e dos outros instrumentos musicais", devendo-se sempre, nas igrejas, dar prioridade ao órgão.   
Parágrafo 29. Declara que "Além do órgão, há outros instrumentos que podem eficazmente vir em auxílio para se atingir o alto fim da música sacra, desde que nada tenham de profano, de barulhento, de rumoroso, coisas essas destoantes do rito sagrado e da gravidade do lugar". Entre os demais instrumentos admitidos, estão, primeiramente, "o violino e outros instrumentos de arco", como já determinava a Encíclica Annus qui hunc de Bento XIV. Declara, ainda, que "É o caso apenas de advertir que, quando faltarem a capacidade e os meios para tanto, melhor será abster-se de semelhantes tentativas, do que fazer coisa menos digna do culto divino e das reuniões sacras".   
Parágrafo 30. Admnite "os cantos religiosos populares, escritos as mais das vezes em língua vulgar", mas declara que "devem ser plenamente conformes ao ensinamento da fé cristã, expô-la e explicá-la retamente, usar linguagem fácil e melodia simples, fugir da profusão de palavras empoladas e vazias, e, finalmente, mesmo sendo breves e fáceis, ter uma certa dignidade e gravidade religiosa".    
Parágrafo 31. Declara a utilidade dos cantos religiosos populares, "tanto nas Igrejas como externamente, especialmente nas procissões e nas peregrinações aos santuários, e do mesmo modo nos congressos religiosos nacionais e internacionais".   
Parágrafo 32. Exorta todos a "favorecer e promover nas vossas dioceses esse canto popular religioso", cuja utilidade secundária é "a de que sejam eliminadas essas canções profanas que, ou pela moleza do ritmo, ou pelas palavras não raro voluptuosas e lascivas que o acompanham, costumam ser perigosas para os cristãos, especialmente para os jovens, e sejam substituídas por essas outras que proporcionam um prazer casto e puro, e que, ao mesmo tempo, alimentam a fé e a piedade".   
Parágrafo 33. Declara que, nos países de missão (como é o caso do Brasil), "certamente não será possível pôr tudo isso em prática antes de haver crescido suficientemente o número dos cristãos, antes de se haverem construído igrejas espaçosas, antes de serem convenientemente freqüentadas pelos filhos dos cristãos as escolas fundadas pela Igreja, e, finalmente, antes de haver lá um número de sacerdotes igual à necessidade", mas que é preciso "ocupar-se seriamente também dessa incumbência".   
Parágrafo 34. Declara que os primeiros missionários já se ocuparam de difundir o canto litúrgico pelo mundo, "no intuito de que, atraídos pela doçura do canto, os povos a chamar a fé fossem mais facilmente movidos a abraçar as verdades da religião cristã".   
Parágrafo 35. Solicita aos católicos adotarem "todas as disposições que vos impõe o alto encargo a vós confiado por Cristo e pela Igreja".   
Parágrafo 36. Declara que nas catedrais e igrejas maiores de cada jurisdição, haja "Scholæ cantorum" de "Pueri cantores", "que sirva aos outros de exemplo e de estímulo para cultivar e executar com diligência o cântico sacro". Evocando os decretos 3964, 4201 e 4231 da Sagrada Congregação dos Ritos, determina que, onde não houver número conveniente de "Pueri cantores", concede-se que "um grupo de homens e de mulheres ou meninas, em lugar a isso destinado e localizado fora do balaústre, possa cantar os textos litúrgicos na missa solene, contanto que os homens fiquem inteiramente separados das mulheres e meninas, e todo inconveniente seja evitado, onerada nisso a consciência dos Ordinários".   
Parágrafo 37 (integral). "Com grande solicitude é de providenciar-se, para que todos os que nos seminários e nos institutos missionários religiosos se preparam para as sagradas ordens sejam retamente instruídos, segundo as diretrizes da Igreja, na música sacra e no conhecimento teórico e prático do canto gregoriano, por mestres experimentados em tais disciplinas, que estimem tradições, usos e obedeçam em tudo às normas preceptivas da Santa Sé".   
Parágrafo 38 (integral). "E, se entre os alunos dos seminários e dos colégios religiosos houver algum dotado de particular tendência e paixão por essa arte, disso não deixem de vos informar os reitores dos seminários ou dos colégios, a fim de que possais oferecer a esse tal ensejo de cultivar melhor tais dotes, e possais enviá-lo ao Pontifício Instituto de música sacra nesta cidade, ou a algum outro ateneu do gênero, contanto que ele se distinga por bons costumes e virtudes, e com isso dê motivo a se esperar venha a ser um ótimo sacerdote".   
Parágrafo 39. Declara que "no conselho diocesano de arte sacra haja alguém perito em música sacra e em canto, o qual possa habilmente vigiar na diocese em tal terreno e informar o ordinário de tudo o que se tem feito e se deva fazer, acolhendo-se e fazendo-se executar as prescrições e disposições dele".   
Parágrafo 40. Solicita apoio aos pios sodalícios (agremiações católicas), "constituídos para a instrução do povo na música sacra ou para aprofundar a cultura desta última, os quais, com a difusão das idéias e com o exemplo, muito podem contribuir para dar incremento ao canto sacro".   
Parágrafo 41. Por conclusão da Encíclica, declara que "nutrimos plena confiança de que vós, veneráveis irmãos, dedicareis todo o vosso cuidado pastoral a tal questão de interesse religioso muito importante para a celebração mais digna e mais esplêndida do culto divino".   
Parágrafo 42. Concede a bênção apostólica "a quantos, tomados singular e coletivamente, pertençam ao rebanho a vós confiado, e em modo particular àqueles que, secundando os nossos votos, se preocupam de dar incremento à música sacra".   

## Significado
A Encíclica Musicæ sacræ disciplina e a Instrução De Musica Sacra, de Leão XXIII (1958) foram as últimas tentativas de manutenção da prática musical restaurista na Igreja Católica até o final da década de 1950, mas com maior admissão do canto religioso popular, abrindo caminho para a participação das culturas populares, como já o fez a Encíclica Mediator Dei, e que resultou nas transformações propostas pelo Concílio Vaticano II e, no caso da música sacra, definidas no Decreto Sacrosanctum Concilium. Esta Encíclica permitiu oficialmente, pela primeira vez, a participação de mulheres na música sacra, ainda que de modo restrito, na forma das "meninas, aprendendo na tenra idade esses cânticos sacros" (§ 16) e onde não houver número conveniente de "Pueri cantores", concede-se que "um grupo de homens e de mulheres ou meninas, em lugar a isso destinado e localizado fora do balaústre, possa cantar os textos litúrgicos na missa solene, contanto que os homens fiquem inteiramente separados das mulheres e meninas, e todo inconveniente seja evitado, onerada nisso a consciência dos Ordinários" (§ 36).